# Whatever People Say I Am, That’s What I’m Not
Whatever People Say I Am, That’s What I’m Not ist das Debütalbum der aus Sheffield kommenden Band Arctic Monkeys.
Es ist das Debütalbum, das in Großbritannien in der ersten Woche am häufigsten verkauft wurde; es wurden 363.735 Exemplare gekauft. Es erhielt dort dreifaches Platin und gewann den Mercury Music Prize.

## Veröffentlichung
Ursprünglich war die Veröffentlichung des Albums in Großbritannien für den 30. Januar geplant, doch sie wurde auf den 23. Januar vorverlegt. Am Tag der Veröffentlichung verkaufte sich Whatever People Say I Am, That’s What I’m Not nur etwas weniger als 120.000 Mal und ist somit bis dato das am schnellsten verkaufte Debüt-Album der britischen Musikgeschichte. In den Vereinigten Staaten wurden in der ersten Woche etwa 34.000 Exemplare verkauft und das Album erreichte Platz 24 der dortigen Charts. Wie in Großbritannien war das Album auch in Irland und in Australien auf Platz 1 der Albumcharts.

## Artwork
Das Frontcover der CD stellt Chris McClure, einen Freund der Band, beim Rauchen dar. Es wurde vom schottischen National Health Service kritisiert, weil es das Rauchen verherrlicht. Der Produktmanager der Arctic Monkeys aber stritt dies ab und meinte, dass es Chris McClure nicht gut tue, zu rauchen. Noch im März 2006 wollte McClure das Rauchen mangels Geld aufhören, blieb jedoch erfolglos. Die CD behielt das oben genannte Cover, auf Werbeplakaten aber wurde eine ähnliche Abbildung ohne Zigarette verwendet.

## Titelliste
1. The View from the Afternoon – 3:38
2. I Bet You Look Good on the Dancefloor – 2:53
3. Fake Tales of San Francisco – 3:00
4. Dancing Shoes – 2:21
5. You Probably Couldn’t See for the Lights But You Were Staring Straight at Me – 2:10
6. Still Take You Home – 2:53
7. Riot Van – 2:14
8. Red Light Indicates Doors Are Secured – 2:23
9. Mardy Bum – 2:55
10. Perhaps Vampires Is a Bit Strong But... – 4:28
11. When the Sun Goes Down – 3:20
12. From the Ritz to the Rubble – 3:13
13. A Certain Romance – 5:31

## Singleauskopplungen
- I Bet You Look Good on the Dancefloor (17. Oktober 2005)
- When the Sun Goes Down (16. Januar 2006)
- The View From The Afternoon
- Fake Tales of San Francisco

## Bestenlisten und Preise
- Fünftbestes britisches Album: NME, Januar 2006
- Mercury Prize Album of the Year, September 2006
- Bestes Album: Q Awards, Oktober 2006
- Album des Jahres: NME, Dezember 2006
- Album des Jahres: Visions (Leservoting)
- Album des Jahres: Crossbeat Magazine (Japan), Dezember 2006
- Album des Jahres: TIME Magazine, Dezember 2006
- Album des Jahres: Hot Press Magazine (Ireland), Dezember 2006
- Bestes internationales Album: Meteor Music Awards (Ireland), Februar 2007
- Bestes britisches Album: 2007 Brit Awards, Februar 2007

## Kommerzieller Erfolg

### Chartplatzierungen
| ChartsChartplatzierungen       | Höchstplatzierung | Wochen |
| ------------------------------ | ----------------- | ------ |
| Deutschland (GfK)              | 20 (11 Wo.)       | 11     |
| Österreich (Ö3)                | 23 (8 Wo.)        | 8      |
| Schweiz (IFPI)                 | 16 (10 Wo.)       | 10     |
| Vereinigte Staaten (Billboard) | 24 (19 Wo.)       | 19     |
| Vereinigtes Königreich (OCC)   | 1 (… Wo.)         | …      |

| ChartsJahrescharts (2006)    | Platzierung |
| ---------------------------- | ----------- |
| Vereinigtes Königreich (OCC) | 4           |

| ChartsJahrescharts (2018)    | Platzierung |
| ---------------------------- | ----------- |
| Vereinigtes Königreich (OCC) | 65          |

| ChartsJahrescharts (2019)    | Platzierung |
| ---------------------------- | ----------- |
| Vereinigtes Königreich (OCC) | 74          |

| ChartsJahrescharts (2020)    | Platzierung |
| ---------------------------- | ----------- |
| Vereinigtes Königreich (OCC) | 51          |

| ChartsJahrescharts (2021)    | Platzierung |
| ---------------------------- | ----------- |
| Vereinigtes Königreich (OCC) | 51          |

| ChartsJahrescharts (2022)    | Platzierung |
| ---------------------------- | ----------- |
| Vereinigtes Königreich (OCC) | 37          |

| ChartsJahrescharts (2023)    | Platzierung |
| ---------------------------- | ----------- |
| Vereinigtes Königreich (OCC) | 43          |

| ChartsJahrescharts (2024)    | Platzierung |
| ---------------------------- | ----------- |
| Vereinigtes Königreich (OCC) | 69          |

### Auszeichnungen für Musikverkäufe
| Land/Region                  | Auszeichnungen für Musikverkäufe (Land/Region, Auszeichnung, Verkäufe) | Verkäufe    |
| ---------------------------- | ---------------------------------------------------------------------- | ----------- |
| Australien (ARIA)            | Platin                                                                 | 70.000      |
| Dänemark (IFPI)              | 2× Platin                                                              | 40.000      |
| Europa (IFPI)                | Platin                                                                 | (1.000.000) |
| Italien (FIMI)               | Gold                                                                   | 25.000      |
| Japan (RIAJ)                 | Gold                                                                   | 100.000     |
| Kanada (MC)                  | Platin                                                                 | 100.000     |
| Neuseeland (RMNZ)            | 2× Platin                                                              | 30.000      |
| Vereinigte Staaten (RIAA)    | Platin                                                                 | 1.000.000   |
| Vereinigtes Königreich (BPI) | 8× Platin                                                              | 2.400.000   |
| Insgesamt                    | 3× Gold · 16× Platin ·                                                 | 3.765.000   |

Hauptartikel: Arctic Monkeys/Auszeichnungen für Musikverkäufe